# (4485) Radonezhskij
(4485) Radonezhskij es un asteroide perteneciente al cinturón de asteroides, descubierto el 27 de agosto de 1987 por la astrónoma soviética Liudmila Chernyj desde el Observatorio Astrofísico de Crimea).

## Designación y nombre
Designado provisionalmente como  1987 QQ1. Fue nombrado Radonezhskij en honor al santo de origen ruso Sergio de Rádonezh.